# Ano natsu de matteru
Ano Natsu de Matteru (あの夏で待ってる) est une série télévisée d'animation produite par le studio J. C. Staff. Elle a été diffusée entre janvier et mars 2012 sur la chaîne TV Aichi. Un nouveau projet est en cours de production. Dans les pays francophones, la série est diffusée en streaming par Wakanim.
Une adaptation manga en trois volumes écrite par I*Chi*Ka et illustrée par Pepako Dokuta a été publiée entre janvier et décembre 2012 par ASCII Media Works.

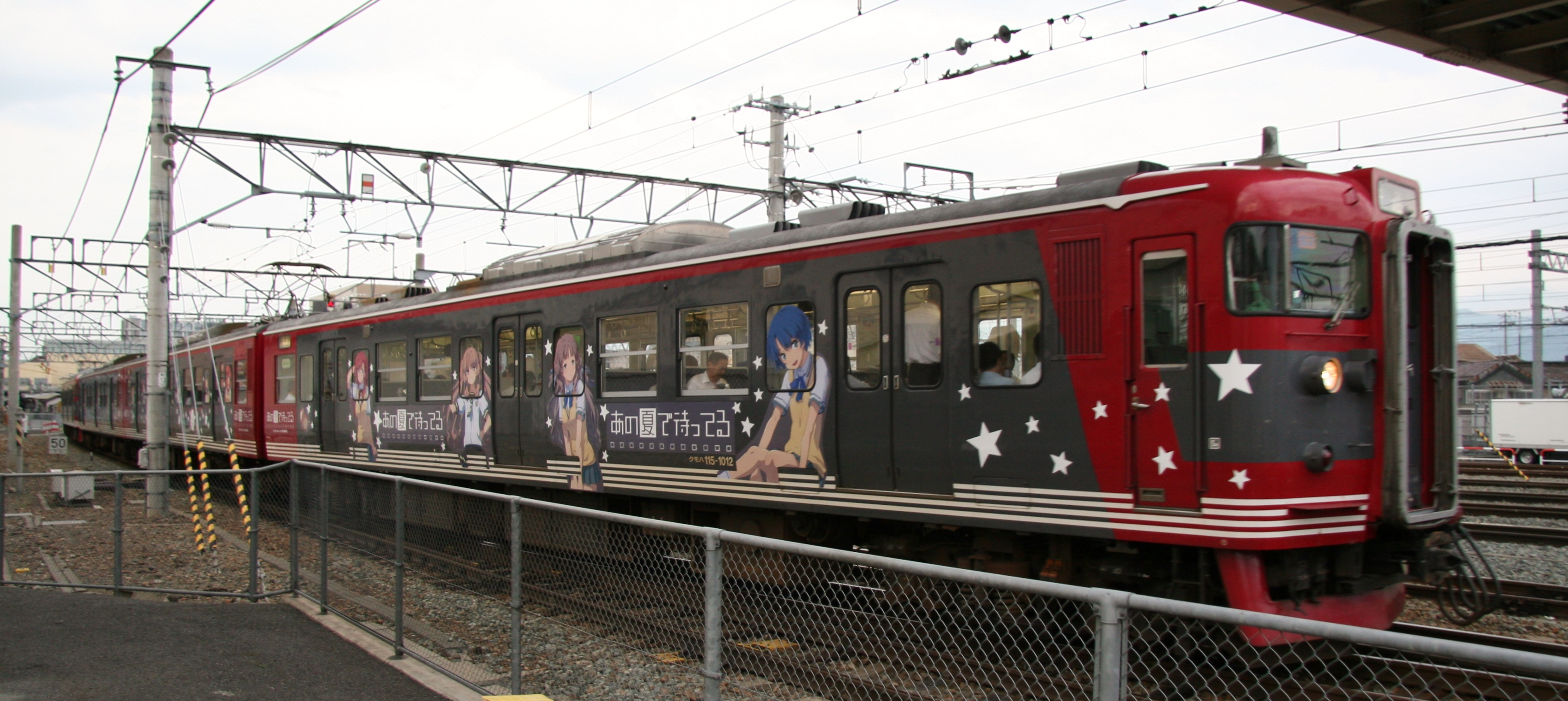
Rame de train japonaise ornée de personnages dAno Natsu de Matteru (août 2012).

## Synopsis
Un soir, Kaito Kirishima est en train de tester sa nouvelle pellicule ultra sensible avec sa caméra 8mm c'est alors qu'une lumière intense apparaît, elle est suivie d'une onde de choc qui projette le jeune homme en arrière le blessant grièvement. Dans sa chute, Kaito est sauvé in extremis par une main de jeune fille. Il se réveille le lendemain dans sa chambre sans séquelle apparente et croit avoir rêvé. Le même jour dans son lycée arrive une nouvelle élève, sans qu'il s'en aperçoive, il a déjà commencé à la filmer…

## Personnages

### Personnages principaux
- Kaito Kirishima (霧島 海人, Kirishima Kaito?)
- Ichika Takatsuki (貴月 イチカ, Takatsuki Ichika?)
- Kanna Tanigawa (谷川 柑菜, Tanigawa Kanna?)
- Tetsurō Ishigaki (石垣 哲朗, Ishigaki Tetsurō?)
- Mio Kitahara (北原 美桜, Kitahara Mio?)
- Remon Yamano (山乃 檸檬, Yamano Remon?)

### Personnages secondaires
- Rinon (りのん?)
- Nanami Kirishima (霧島 七海, Kirishima Nanami?)
- Manami Ogura (小倉 真奈美, Ogura Manami?)
- Kaori Kinoshita (樹下 佳織, Kinoshita Kaori?)
- Chiharu Arisawa (有澤 千春, Arisawa Chiharu?)
- Emika Takatsuki (貴月 エミカ, Takatsuki Emika?)

## Anime
La production de la série télévisée d'animation a été annoncée en août 2011 dans le magazine Megami Magazine. Elle est produite par le studio J.C. Staff avec Tatsuyuki Nagai à la réalisation et Yōsuke Kuroda au scénario. La série a été diffusée du 10 janvier au 26 mars 2012,. Six coffrets DVD et Blu-ray sont sortis entre le 23 mars et le 24 août 2012,. Un nouveau projet d'animation est actuellement en production.
Dans les pays francophones, la série est licenciée par Wakanim qui la diffuse en streaming. La série est également diffusée en Amérique du Nord et du Sud en version sous titrée anglaise.

### Liste des épisodes
| No | Titre français               | Titre japonais     | Titre japonais        | Date de 1re diffusion |
| No | Titre français               | Kanji              | Rōmaji                | Date de 1re diffusion |
| -- | ---------------------------- | ------------------ | --------------------- | --------------------- |
| 1  | C'est embêtant               | 困ります、先輩。   | Komarimasu, Senpai.   | 10 janvier 2012       |
| 2  | Avec Ichika                  | 先輩といっしょ…    | Senpai to Issho...    | 17 janvier 2012       |
| 3  | Ichika va le dire            | 先輩が言っちゃう…  | Senpai ga Icchau...   | 24 janvier 2012       |
| 4  | Ichika était impressionnante | 先輩はすごかった。 | Senpai wa Sugokatta.  | 31 janvier 2012       |
| 5  | Ichika est une héroïne       | 先輩はヒロイン。   | Senpai wa Hiroin.     | 7 février 2012        |
| 6  | Une rivale pour Ichika       | 先輩にライバル。   | Senpai ni Raibaru.    | 14 février 2012       |
| 7  | Ce que ressent Ichika        | 先輩の気持ち。     | Senpai no Kimochi.    | 21 février 2012       |
| 8  | Ichika est dans le pétrin    | 先輩がPinch,       | Senpai ga Pinch,      | 28 février 2012       |
| 9  | Ichika                       | せんぱい           | Senpai                | 6 mars 2012           |
| 10 | Ichika et nous               | 先輩と僕らの。     | Senpai to Bokura no.  | 12 mars 2012          |
| 11 | Ne pars pas, Ichika          | 行かないで、先輩。 | Ikanaide, Senpai.     | 19 mars 2012          |
| 12 | L'été de toutes nos attentes | あの夏で待ってる。 | Ano Natsu de Matteru. | 26 mars 2012          |

## Manga
L'adaptation en manga a été prépubliée dans le magazine Dengeki Daioh entre les numéros de mars 2012 et de février 2013,.

### Liste des volumes
| no | Japonais        | Japonais          |
| no | Date de sortie  | ISBN              |
| -- | --------------- | ----------------- |
| 1  | 27 mars 2012    | 978-4-04-886490-9 |
| 2  | 27 août 2012    | 978-4-04-886933-1 |
| 3  | 27 février 2013 | 978-4-04-891457-4 |

## Produits dérivés

### Publications
Un artbook The Art of Natsu de Matteru (The Art of あの夏で待ってる) est sorti le 25 janvier 2013. Un light novel en deux volumes a également été publié par Media Factory en mars et juillet 2012,.